# Албараска (Алесандрија)
Албараска (итал. Albarasca) је насеље у Италији у округу Алесандрија, региону Пијемонт.
Према процени из 2011. у насељу је живело 50 становника. Насеље се налази на надморској висини од 502 м.